# Ante dell'organo del Duomo vecchio
Le ante dell'organo del Duomo vecchio detto nuovo organo di Santa Maria Maggiore de Dom sono delle ante di legno che furono commissionate nel 1515 a Floriano Ferramola e al Moretto per il duomo vecchio di Brescia e conservate nella chiesa di Santa Maria Assunta in Valvendra di Lovere, e sono l'ornamento più prestigioso della chiesa.

## Storia
(Contratto tra il comune di Brescia e i pittori conservato nell'archivio del comune di Brescia)
La storia delle due ante segue quella delle due chiese di Brescia. Le due pitture furono commissionate nel 1515 sulle ante poste a riparo all'organo a canne del Duomo vecchio di Brescia affiancato poi da quello realizzato nel 1536 da Gian Giacomo Antegnati. Le ante furono collocate il 15 agosto 1518 con tutto l'impianto dell'organo opera per la parte lignea di Stefano Lamberti e per la parte strumentale di Bartolomeo Antegnati, della famiglia bresciana di organari. Nel 1537, quando l'antico edificio veniva usato solo per le funzioni religiose invernali, pitture del Romanino sostituirono l'impianto che fu collocato nel Duomo nuovo, detto San Piero de dom', che aveva funzione di edificio estivo. Ma questo fu distrutto per edificare la nuova cattedrale mariana nel 1604.
Le opere e gli ornamenti che vi erano conservati furono collocati in varie chiese; le due ante trovarono la loro definitiva collocazione sul presbiterio della basilica di Lovere, che pure trovandosi sul territorio bergamasco fa parte della diocesi bresciana. Fu anche un completamento delle molte pitture che aveva eseguito il Ferramola nel 1514-.
Della commissione dell'opera si conservano documenti relativi ai pagamenti del 1516 e 1517.

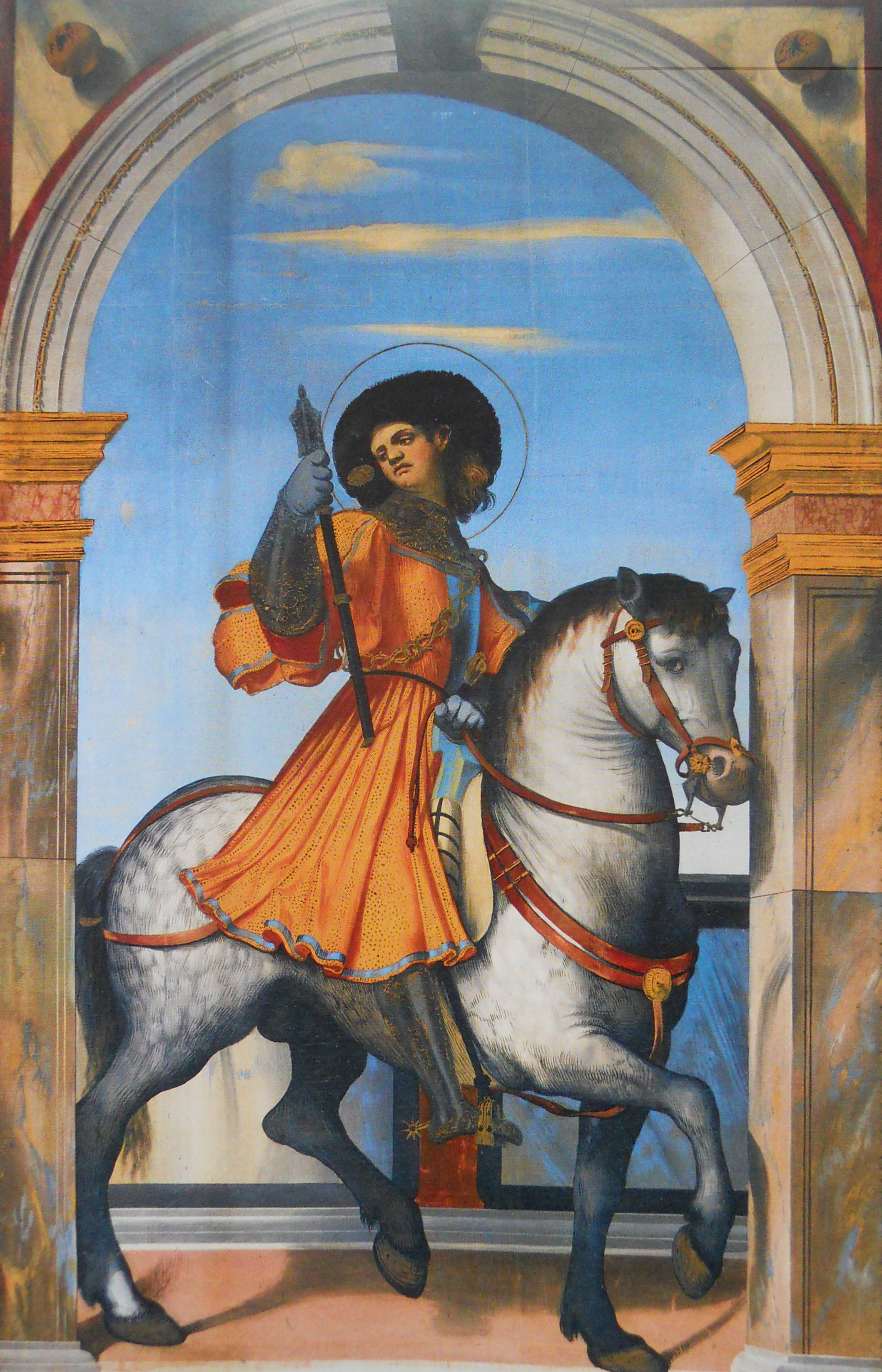
San Giovita a cavallo

L'acquisto fu fatto dalla “commissione civica di Santa Maria”, che eleggeva a consiglio tre fabbricieri che dovevano amministrare i luoghi di culto sul territorio della Repubblica di Venezia.
Il posizionamento non fu subito sul lato destro del presbiterio, però è la posizione che risulta dai documenti del 1687, conseguente alla nuova decorazione della volta da parte di Ottavio Vivarini, la posa della cancellata e l'altare maggiore opera di Andrea Fantoni del 1719. La collocazione comportò la chiusura di una finestra e l'apertura di un'altra perché i dipinti avessero l'illuminazione giusta, la medesima luce che avevano nel duomo di Brescia, nonché la creazione del locale della manticeriadi cui rimane traccia nella uratura esterna.
Nel 2002 i dipinti furono riportati nel duomo di Brescia dopo il loro restauro curato da Amalia Pacia ed esposti nel museo di Santa Giulia a Brescia in occasione della mostra dedicata a Vincenzo Foppa.

## Descrizione

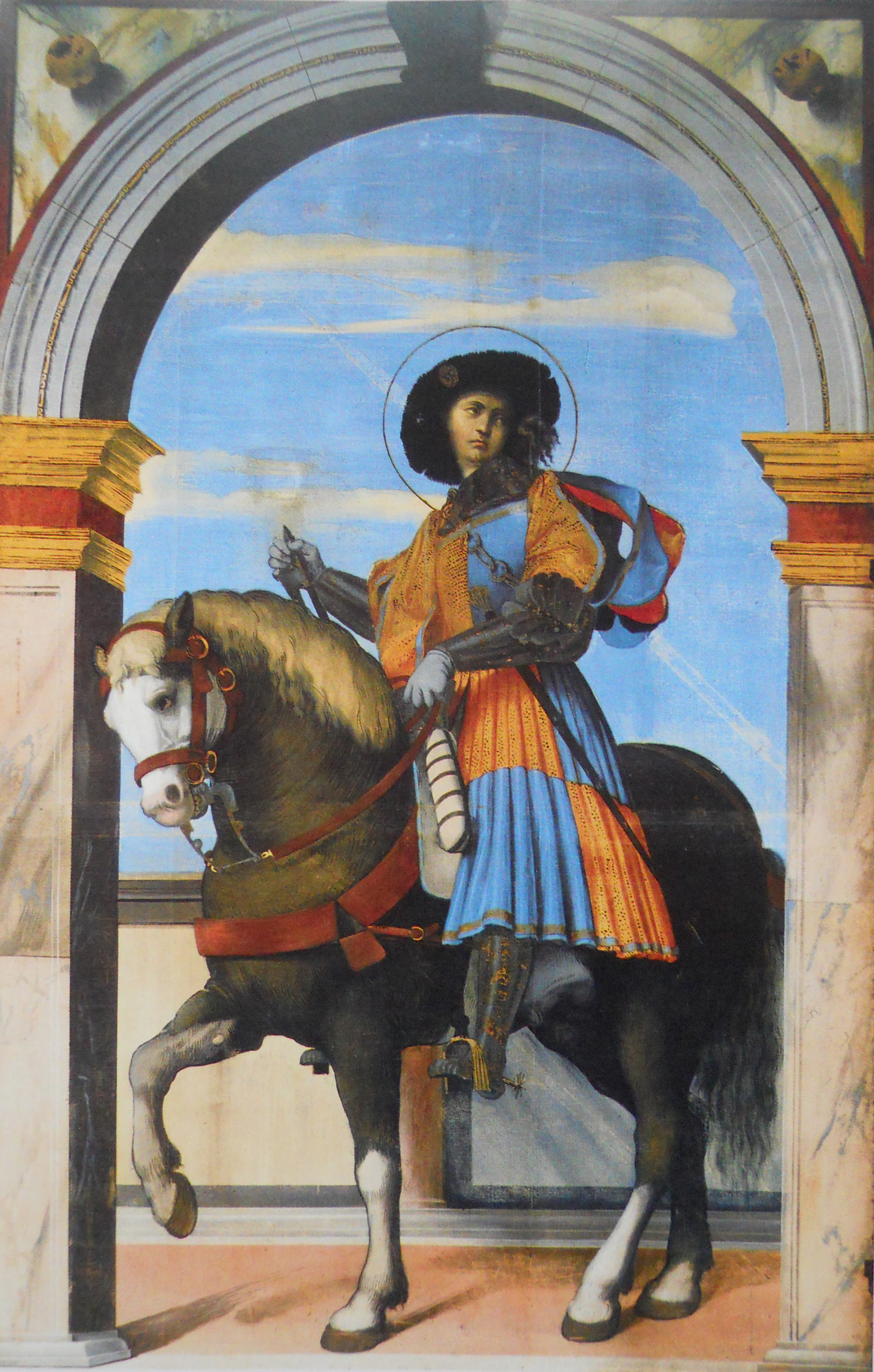
San Faustino a cavallo

Le due grandi ante sono poste a copertura dell'organo a canne presente sul lato destro del presbiterio. 

### Annunciazione di Floriano Ferramola
Nella parte esterna vi è rappresentata l'Annunciazione a opera di Floriano Ferramola,mentre la parte interna presenta la raffigurazione di san Giovita e cavallo, e san Faustino sempre a cavallo, dipinte da un ventenne Bonvicino Moretto.
Fu uno dei primi lavori dell'artista rovatino, non si esclude che possa aver avuto parte anche nella parte frontale realizzata dal Ferramola che aveva ormai raggiunto un'età matura, e che aveva avuto una costanza nella sua qualità artistica, maturando in quest'opera un effetto particolarmente liberale. Il soggetto dell'annunciazione era abbastanza comune della pittura della ante d'organo. Vi è una perfetta geometria nella raffigurazione dell'Annunciazione, con una perfetta unione degli ambienti interno la scena e lo spazio esterno, in stile bramantesco. La Madonna, è inginocchiata in posizione da vera humilitas, pronta ad accettare l'annuncio a cui è destinata. Indossa abiti dai colori spinti ed è illuminata dalla colomba che l'ha raggiunta dietro a lei un savonarola e un'ancella seminascosta e testimone della scena, particolare rispondente più al Moretto. L'angelo molto plastico e proteso in avanti verso la Vergine mentre le consegna un giglio. L'insieme del dipinto indica che ci fu un'ottima fusione tra i due artisti uno maturo e uno giovane: Le due tele terminano con un cielo stellato che ricordano il Vincenzo Foppa. Il dipinto presenta sulle lesene laterali l'epigrafe: «1518 DIE 15 AV[gusti]», e sull'inginocchiatoio della Vergine «A. G. P. D.T.».

### Santi Faustino e Giovita di Bonvicino Moretto
Le tele interne sono opera giovanile del Moretto, e raffigurano i due santi cavalieri e patroni di Brescia. Le due opere presentano un Moretto che si avvicina al Romanino che essendo in quegli anni presente a Padova per realizzare il dipinto di Santa Giustina e che aveva subito gli influssi veneziani del Tiziano e del Giorgione, periodo in cui anche il Moretto era a Padova. Di stile romaniano sono infatti i putti raffigurati nella parte superiore alle cornici, mentre i due tondi raffiguranti i vescovi di Brescia, presentano assunanze con san Prosdocimo della pala padovana. 
Le tele si presentano quasi monumentali, i due personaggi sono inscritti, in due portali di marmo dalla perfetta levigatura, entrambi sfoggiano eleganti abiti cinquecenteschi; sembrano messi a protezione della raffigurazione esterna riprendendo la parte centinata dell'Annunciazione. Probabilmente la raffigurazione tanto eroica dei personaggi, vuole riprendere la storia dei due santi che salvarono la città dall'assedio di Niccolò Piccinino del 1439. I due santi si sarebbero presentati non con le vesti canoniche ma con abiti militari, e da allora furono sempre raffigurati nelle vesti di guerrieri.
I cavalli si presentano forse in forma leggermente sproporzionata, troppo ingombranti nelle tele e con una certa pesantezza, che non tolgono all'opera il valore.
Non fu da subito riconosciuta l'opera come lavoro del Moretto, qualcuno proprio per l'assonanza con le opere del Romanino furono a questi assegnata, fu poi lo storico Francesco Paglia a indicare nel suo «Giardino di Pittura» del 1692: “Nella chiesa dei Padri zoccolanti di Lovere vedensi le ante dell'organo figurate de' Ss. Faustino e Giovita per mano del Romanino”. Contrariamente nel 1877 Stefano Fernaroli ne indicò la paternità al Moretto confortato dai documenti relativi alla committenza e ai pagamenti del 7 agosto 1515, 7 maggio e 20 maggio 1518 conservati a Brescia. Anche nella seconda metà dell'Ottocento Giovanni Conti nel suo «Cronologia di Lovere» scrisse “opera assai pregevole e ricercata del celebre Moretto”.